# 75 Pułk Piechoty (Cesarstwo Niemieckie)
75 Bremeński Pułk Piechoty (1 Hanzeatycki) (niem. Infanterie-Regiment Bremen (1. Hanseatisches) Nr. 75) – pułk piechoty niemieckiej.

## Historia
75 Bremeński pułk piechoty sformowany został 27 września 1866 .
Stacjonował w Bremie i Stade. Wiosną 1914 był w strukturze 17 Dywizji Piechoty.
W wyniku mobilizacji, w sierpniu 1914 pułk osiągnął gotowość bojową i w składzie 33 Brygady Piechoty został wysłany na front zachodni.
Na stopie wojennej pułk liczył początkowo 3287 żołnierzy i dysponował 53-osobowym sztabem. Jego trzon stanowiły trzy bataliony piechoty liczące etatowo po 1079 żołnierzy. Te dzieliły się na cztery trzyplutonowe kompanie. Ponadto pułk posiadał organiczną kompanię karabinów maszynowych. W kolejnych latach w armii cesarskiej następowała restrukturyzacje wojsk. Wprowadzono nowy model „dywizji wz. 1915”. Zgodnie z jej etatem, pozostawiono w pułku 97-osobową kompanię karabinów maszynowych z 15 kaemami, ale liczebność batalionu piechoty zmniejszono do 650 żołnierzy. Słabszym liczebnie batalionom dodano jednak kompanię karabinów maszynowych, a w 1917 pluton granatników i pluton moździerzy.

## Schemat organizacyjny
- IX Korpus Armii Niemieckiej, Altona
  - 17 Dywizja Piechoty (17. Infanterie-Division), Schwerin
    - 33 Brygada Piechoty (33. Infanterie-Brigade), Altona
      - 75 Bremeński pułk piechoty (1 Hanzeatycki) (Infanterie-Regiment Bremen (1. Hanseatisches) Nr. 75) w Bremie i Stade